# Paulin Pomodimo
Paulin Pomodimo (ur. 30 czerwca 1954 roku w Ziendi, ówczesna kolonia Ubangi-Szari) – środkowoafrykański duchowny katolicki. Ordynariusz archidiecezji Bangi w latach 2003-2009.
Święcenia kapłańskie przyjął w dniu 13 lipca 1980. W dniu 10 czerwca 1995 roku został mianowany biskupem diecezji Bossangoa. W dniu 29 października tegoż roku otrzymał święcenia biskupie. W dniu 26 lipca 2003 roku został mianowany ordynariuszem archidiecezji Bangi. W dniu 26 maja 2009 papież Benedykt XVI przyjął jego rezygnację z urzędu, złożoną ze względu na problemy zdrowotne.